# التلغراف في مصر
بدأ استخدام التلغراف في مصر في عهد الخديوي إسماعيل
عمم الخديوي إسماعيل الخطوط التلغرافية التي بدأ إنشائها في عهد سعيد باشا، وتألفت منها شبكة ممتدة الفروع بين مختلف البلدان ومدة أيضاً الخطوط التلغرافية بين مصر والسودان وبين المدن المهمة في الأقاليم السودانية كما تقدم بيانه.
وبلغ طول الخطوط التلغرافية سنة 1872 في مصر والسودان 5,582 كيلو متر وطول أسلاكها 11,951 كم.
| الخطوط                                 | عدد الأسلاك       | طول الخط (كم) |
| -------------------------------------- | ----------------- | ------------- |
| من مصر إلى الإسكندرية                  | 6                 | 223           |
| من مصر إلى ضواحيها                     | 2                 | 80            |
| من القاهرة إلىي قليوب والقناطر الخيرية | 2                 | 28            |
| من القاهرة إلى غزة (فلسطين) بطريق بنها | 2                 | 455           |
| من القاهرة إلى السويس بطريق بنها       | 1                 | 242           |
| من القاهرة إلى المنصورة بطريق قليوب    | 2                 | 154           |
| من القاهرة إلى السويس رأساً             | 4                 | 144           |
| من بنها إلى سراي ميت برة               | 2                 | 14            |
| من بنها إلى الزقازيق فالسويس           | 2                 | 197           |
| من طنطا إلى طلخا فدمياط                | 2                 | 115           |
| من طنطا إلى زفتى                       | 2                 | 53            |
| من طنطا إلى دسوق                       | 2                 | 74            |
| من طنطا إلى شبين الكوم                 | 2                 | 30            |
| من الإسماعيلية إلى بورسعيد             | 1                 | 74            |
| من القنطرة إلى بورسعيد                 | 1                 | 41            |
| من دمنهور إلى العطف ورشيد              | 2                 | 90            |
| من القاهرة إلى المنيا                  | 2                 | 276           |
| من المنيا إلي أسيوط                    | 2                 | 144           |
| من أسيوط إلى قنا                       | 2                 | 225           |
| من قنا إلى أسوان                       | 2                 | 257           |
| من قنا إلى القصير                      | 2                 | 188           |
| من أسوان إلى وادى حلفا                 | 2                 | 337           |
| اجمالي طول الشبكة                      | اجمالي طول الشبكة | 5,582         |

هذا عدا خطوط السودان.
وبلغ عدد مكاتب التلغراف في مصر والسودان سنة 1878 : 151 مكتب، منها 86 مكتباً بالوجه البحري و44 مكتباً بالوجه القبلي و21 مكتباً بالسودان.

## الشبكة الدولية
وأنشأت الشركة الإنجليزية الشرقية في عهده خطاً تلغرافياً بحرياً من الإسكندرية إلي مالطة وصقلية فأوروبا، وخطاً آخر من الإسكندرية إلي السويس إلي عدن فالهند، ويتصل بخط الشرق الأقصى وأستراليا، فاتصلت مصر بأوربا بخط الشركة الإنجليزية وبالخط الذي أنشأته الحكومة المصرية إلي غزة ومنها إلي الأستانة.